# Jennifer A. Hillman

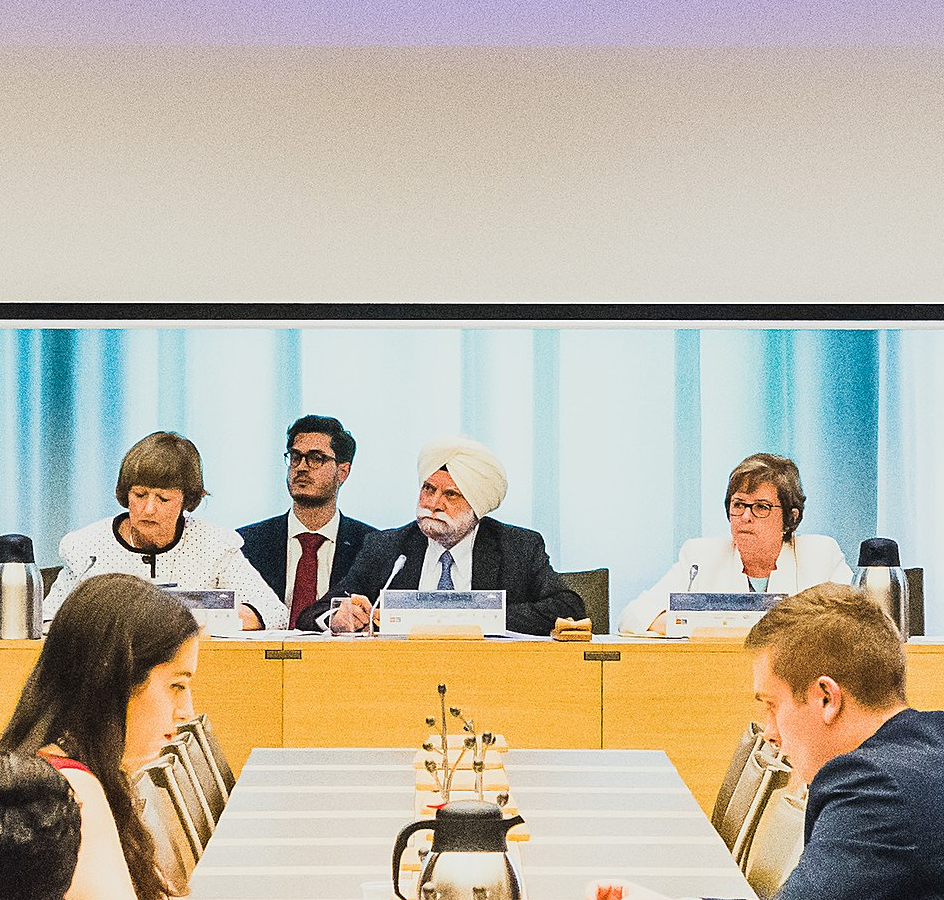
v. l. n. r. am Tisch mit Namenskarten Jennifer A. Hillman, Ujal Singh Bhatia, Valerie Hughes

Jennifer Anne Hillman (* 29. Januar 1957 in den Vereinigten Staaten) ist eine US-amerikanische Juristin, Professorin und ehemaliges Mitglied des Appellate Body der Welthandelsorganisation.

## Leben
Jennifer Anne Hillman besitzt einen Bachelor of Arts und einen Master of Education von der Duke University. Nach dem Erreichen dieser Abschlüsse ging sie an die Harvard Law School und schloss diese Zeit mit der Verleihung eines Doktortitels ab.
Sie begann ihre Arbeit als Juristin in der Anwaltskanzlei Batton Bloggs in Washington D.C. Im Anschluss startete sie als rechtliche Beraterin für den US-Senator North Carolinas Terry Sanford zu arbeiten, wo sie von 1988 bis 1992 angestellt war.
Nachdem sie die Arbeit als rechtliche Beraterin des Senators beendete, war sie in den Jahren 1993 bis 1995 als USTR’s Ambassador and Chief Textiles Negotiator verantwortlich für die Verhandlungen aller US-amerikanischen bilateralen Verhandlungen im Textilbereich. Dies war vor dem Abschluss der Verhandlungen zum Agreement on Textiles and Clothing. Dabei konnte sie insgesamt 45 Abkommen aushandeln.
Nach 1995 diente sie bis 1997 als Hauptrechtsberatin des Handelsbeauftragten der Vereinigten Staaten und war dabei für die Implementation der Ergebnisse der Uruguay-Runde verantwortlich. Auch war sie an allen Verfahren, wo die USA Partei waren unter dem System des NAFTA und der WTO beteiligt.
Jennifer Hillman war von 1998 bis zum Jahre 2007 Mitglied der US International Trade Commission, von 2002 bis 2004 war sie Vizepräsidentin. Sie war dort an über 600 Verfahren beteiligt. Diese Verfahren umfassten beispielsweise Fälle des Anti-Dumping, Recht der Gegenmaßnahmen und Investitionen. Während dieser Zeit konnte sie bei sich Clerks aufnehmen, so unter anderem war einer ihrer Clerks der spätere Professor Paul Figueroa.
Von 2007 bis 2011 war sie ein Mitglied der Rechtsmittelinstanz der Welthandelsorganisation, dem Appellate Body. Sie soll dabei eine der Hauptkritikerinnen des Leiters des Appellate Body Sekretariats, Werner Zdouc, gewesen sein.
Ihre Entscheidungen erzeugten jedoch nach Einschätzung bei den Vereinigten Staaten Unmut. So wurde ihre Wiederernennung durch die Obama Administration blockiert, da die WTO es nicht geschafft habe die Interessen der USA zu schützen, eine konkrete Begründung wurde jedoch nicht von den USA vorgebracht. Bei ihrer Abschiedsrede kritisierte sie die relativ kurze Amtszeit der Mitglieder und, dass es einen Prozess der Wiederernennung geben muss, da dies laut der Ansicht Hillmans dazu führen kann, dass die Unabhängigkeit der Richter bei allen Entscheidungen in der ersten Amtszeit angezweifelt werden kann. Ihre Blockade rief als direkte Folge hervor, dass die Gewohnheitsregel den USA einen der Sitze am Appellate Body zu geben in Frage gestellt wird, und die USA den Verdacht hervorruft nur das oberste Rechtsmittelgericht mit ihnen treuen Mitgliedern zu besetzen.
Im zweiten Rechtsstreit zwischen den USA und Kanada unter dem USMCA war sie als Mitglied des streitentscheidenden Panels tätig. Jennifer Hillman ist Mitglied der Panelmitgliederauswahl (Roster of Panelists) des USMCA, aber auch des Comprehensive and Progressive Agreement for Trans-Pacific Partnership (CP-TPP), Canada-Mexico Rapid Response Labor Panel.
Sie war 2016 Partner in der Rechtsanwaltskanzlei Cassidy Levy Kent. Sie präsidierte für eine Amtszeit über das Trade Policy Forum. Sie ist ein Senior Advisor der Recherchefirma International Capital Strategies.

## Akademisches Wirken
Hillman ist Professorin (professor of practice) an der Georgetown University und dort am Institut für internationales Wirtschaftsrecht. Sie lehrt dabei in Vorlesungen über internationale Wirtschaft, Handel, Investment- und internationales Handelsrecht. Ihre Arbeit dreht sich dabei hauptsächlich um den Streitbeilegungsprozess der WTO und der WTO Abkommen zu trade remedies.
Im Rahmen ihrer Mitgliedschaft im Council on Foreign Relations hat die Juristin einige Artikel im Rahmen der Initiative Think Global Health veröffentlicht.
Als das USMCA von dem Kongress verhandelt wurde, war die Analyse für Jennifer Hillman, dass das Abkommen nur ein kleiner Schritt vom Ausgangszustand sei.
Um den Handelsauswirkungen der chinesischen Staatssubventionen entgegenzuwirken, schlägt die Juristin einen Mechanismus vor, der ähnlich sein soll zu dem, mit dem die OECD in den 80er Jahren gegen Agrarsubventionen vorgegangen ist. Die USA sollen einen „digitalen Marshallplan“ veranlassen, um so den Investitionen Chinas im Rahmen der Neuen Seidenstraße entgegenzuwirken.
Bezüglich des Plans der Europäischen Kommission auf Importe in die Union höhere Steuern zu erheben, sofern das importierende Land weniger strenge Umweltvorschriften als die Union habe, äußerte sich Hillman bezüglich der Vereinbarkeit mit dem Recht der WTO. So sei eine Vereinbarkeit anzunehmen und werde noch zementiert, sofern die Union das eingenommene Geld in umweltfreundliche Projekte investieren würde.

## Mitgliedschaften
- Mitglied des Council on Foreign Relations[4]
- Mitglied des Board of Visitors der Sanford School of Public Policy an der Duke University[4]
- ehemaliges Mitglied des Selection Panel der Harry S. Truman Scholarship Foundation[5]
- Stellvertretende Vorsitzende des Center for Climate and Trade des Climate Leadership Council[4]
- senior transatlantic fellow des German Marshall Fund of the United States.[4][20]
- Board der Stoddert Soccer League[3]
- Demokratische Partei[7]

## Auszeichnungen
- 2021 Lifetime Achievement Award der Association of Women in International Trade[5]
- 2022 Lighthouse Award der Washington International Trade Association[4]
- Vom Washingtonian als eine der 500 Most Influential People Shaping Policy ausgezeichnet[4]

## Publikationen (Auswahl)
Sie ist neben Andrew T. Guzman und Joost Pauwelyn Mitautorin eines Standardwerkes im Handel, International Trade Law, bei Wolters Kluwers.
- Literatur von Jennifer Hillman bei Worldcat

### Bücher
- mit David Sacks, China's Belt and Road Implications for the United States, 2021.
- mit Gary N. Horlick, Legal aspects of Brexit : implications of the United Kingdom's decision to withdraw from the European Union, 2017.
- mit Gary N. Horlick, Getting to Brexit : legal aspects of the process of the UK's withdrawal from the EU, 2018

### Artikel
- Artikelpublikationen bei researchgate.net.
- SSRN Profil